# ريكاردو دي كارفاليو
ريكاردو دي كارفاليو (بالبرتغالية: Ricardo de Carvalho‏) هو مجدف برازيلي، ولد في 7 مارس 1961.

## وصلات خارجية
- ريكاردو دي كارفاليو على موقع الاتحاد الدولي للتجديف (الإنجليزية)
- ريكاردو دي كارفاليو على موقع اللجنة الأولمبية الدولية (الإنجليزية)
- ريكاردو دي كارفاليو على موقع أوليمبيديا (الإنجليزية)